# Голям черен бегач
Големият черен бегач (Carabus gigas) е вид бръмбар от семейство Бегачи (Carabidae). Той, заедно с Големия син бегач, са най-големите бегачи в България и Европа с размери 4 – 6 cm.

## Разпространение
Видът е разпространен в Югоизточна Европа и част от Централна Европа: Австрия, Албания, Босна и Херцеговина, България, Гърция, Италия, Република Македония, Румъния, Словения, Сърбия, Унгария, Хърватия.
В България е намиран предимно в югозападната част на страната – Рила, Краище, Софийска област, Западни Родопи, има и единични съобщения от Стара планина, Дунавска равнина и Българското Черноморие.

## Местообитание
Предимно планински до субалпийски вид, обичащ влажни и сенчести гори, но също и средиземноморски храсталачни местности с южно изложение. Може да е особено изобилен край потоци в горите. Среща се и в антопогенни местообитания като градини, паркове, крайпътни насаждения и обработваеми площи, най-вече на варовита почва. Най-важното изискване за местообитанието му е наличието на основната му плячка – големи охлюви (Helix spp.).
Вертикалното му разпространение е от морското равнище до около 1500 m, в България дори до 2000 m. Най-изобилен е обаче в пояса 500 – 800 m.

## Външен вид
Едър черен бръмбар с размери 4 – 6 cm. Челюстите му са дълги, сърповидни и заострени – приспособени за чупене на черупките на охлюви. Горната повърхност на главата и преднегръба са грубо набръчкани. Преднегръбът е със силно заоблени страни. Елитрите са силно изпъкнали и покрити с едри грапавини подредени в неясно личащи линии. Нямат крила и не могат да летят.

## Начин на живот
Carabus gigas е активен от април до октомври, понякога и ноември. Презимува като ларва и имаго. Както ларвата, така и имагото са хищни. Ларвата се храни изключително с охлюви. Имагото също предпочита едри охлюви, но се храни и с червеи и мърша.

## Систематика
Традиционно големите бегачи са поставяни в подрод Procerus на род Carabus. Някои автори обаче ги отделят в самостоятелен род и тогава научното име на вида става Procerus gigas.

### Подвидове
Различават се три подвида на този бегач:
- Carabus gigas gigas Creutzer, 1799 – най-разпространения подвид, включително в България
- Carabus gigas duponcheli Dejean, 1831 – южна Гърция
- Carabus gigas paranassicus Kraatz-Koschlau, 1884 – централна Гърция и южна Македония, вероятно преходна форма между другите два подвида[5]

Преднегръбът на номинантния подвид (C. g. gigas) е силно напречен – 1,5 пъти по-широк отколкото дълъг, докато този на C. g. duponcheli е почти толкова дълъг, колкото и широк.